# Oxystomina pulchella
Oxystomina pulchella är en rundmaskart som beskrevs av Vitiello 1970. Oxystomina pulchella ingår i släktet Oxystomina och familjen Oxystominidae. Inga underarter finns listade i Catalogue of Life.